# Unterseeboot 425
L'Unterseeboot 425 ou U-425 est un U-Boot type VIIC utilisé par la Kriegsmarine pendant la Seconde Guerre mondiale.
L'U-425 n'a ni coulé ni endommagé de navire au cours des neuf patrouilles (211 jours en mer) qu'il effectua.
Le sous-marin a également participé à huit Rudeltaktik.
Il fut coulé par des navires de guerre britanniques près de Mourmansk, en février 1945.

## Conception
Unterseeboot type VII, l'U-425 avait un déplacement de 769 tonnes en surface et 871 tonnes en plongée. Il avait une longueur totale de 67,10 m, un maître-bau de 6,20 m, une hauteur de 9,60 m, et un tirant d'eau de 4,74 m. Le sous-marin était propulsé par deux hélices de 1.23 m, deux moteurs diesel F46 de 6 cylindres produisant un total de 2 060 à 2 350 kW en surface et de deux moteurs électriques Siemens-Schuckert GU 343/38-8 produisant un total 550 kW, en plongée. Le sous-marin avait une vitesse en surface de 17,7 nœuds (32,8 km/h) et une vitesse de 7,6 nœuds (14,1 km/h) en plongée. Immergé, il avait un rayon d'action de 80 milles marins (150 km) à 4 nœuds (7,4 km/h; 4,6 milles par heure), en surface, son rayon d'action était de 8 500 milles nautiques (soit 15 700 km) à 10 nœuds (19 km/h).
L'U-425 était équipé de cinq tubes lance-torpilles de 53,3 cm (quatre montés à l'avant et un à l'arrière) et embarquait quatorze torpilles. Il était équipé d'un canon de 8,8 cm SK C/35 (220 coups) et d'un canon anti-aérien de 20 mm Flak. Son équipage comprenait 53 sous mariniers.

## Historique
Le sous-marin fut commandé le 5 juin 1941 à Dantzig (Danziger Werft), sa quille fut posée le 23 mai 1942, il fut lancé le 19 décembre 1942 et mis en service le 21 avril 1943, sous le commandement du Kapitänleutnant Heinz Bentzien.
Il sert dans la 8. Unterseebootsflottille jusqu'au 31 octobre 1943, dans la 9. Unterseebootsflottille jusqu'au 31 décembre 1943, dans la 11. Unterseebootsflottille jusqu'au 14 septembre 1944 et dans la 13. Unterseebootsflottille jusqu'à sa perte.
L'U-425 quitte Kiel le 20 novembre 1943 pour sa première patrouille vers le Cattégat et le Skagerrak puis au large de la côte norvégienne. Il arrive à Bergen le 25, après 6 jours en mer.
Lors de sa deuxième patrouille il navigue en Mer de Norvège et en mer de Barents entre le Cap Nord et l'Île aux Ours avant d'amarrer à Hammerfest, le 2 février 1944 après 37 jours en mer.
Sa troisième et quatrième patrouilles se passent entre Jan Mayen et l'Île aux Ours.
Lors de sa sixième, septième, huitième et neuvième patrouilles il navigue principalement en mer de Barents, jusqu'à la Nouvelle-Zemble. Ses ports d'attaches alternent entre Hammerfest et Narvik, sans succès.
Il est coulé à la position 69° 39′ N, 35° 50′ E par des charges de profondeur lancées par les corvettes HMS Lark et HMS Alnwick Castle (en), le 17 février 1945 après 12 jours en mer.
52 membres d'équipage meurent dans cette attaque ; il y a un survivant.

### Rudeltaktik
L'U-425 prit part à huit Rudeltaktik (meutes de loup) durant sa carrière opérationnelle.
- Isegrim (1er-27 janvier 1944)
- Werwolf (29 janvier – 1er février 1944)
- Werwolf (7-27 février 1944)
- Trutz (13 mai - 6 juin 1944)
- Dachs (31 août – 3 septembre 1944)
- Grimm (15 septembre – 1er octobre 1944)
- Panther (17 octobre – 10 novembre 1944)
- Rasmus (6-13 février 1945)

## Affectations
- 8. Unterseebootsflottille du 21 avril 1943 au 31 octobre 1943 (Flottille d'entraînement).
- 9. Unterseebootsflottille du 1er novembre 1943 au 31 décembre 1943 (Flottille de combat).
- 11. Unterseebootsflottille du 1er janvier 1944 au 14 septembre 1944 (Flottille de combat).
- 13. Unterseebootsflottille du 15 septembre 1944 au 17 février 1945 (Flottille de combat).

## Commandement
- Kapitänleutnant Heinz Bentzien du 21 avril 1943 au 17 février 1945.

## Patrouilles
|       | Commandant            | Départ            | Départ     | Arrivée           | Arrivée    | Jours     | Succès |
| ----- | --------------------- | ----------------- | ---------- | ----------------- | ---------- | --------- | ------ |
| 1     | Kptlt. Heinz Bentzien | 20 novembre 1943  | Kiel       | 25 novembre 1943  | Bergen     | 6 jours   |        |
| 2     | Kptlt. Heinz Bentzien | 28 décembre 1943  | Bergen     | 2 février 1944    | Hammerfest | 37 jours  |        |
| 3     | Kptlt. Heinz Bentzien | 6 février 1944    | Hammerfest | 29 février 1944   | Hammerfest | 24 jours  |        |
|       | Kptlt. Heinz Bentzien | 1er mars 1944     | Hammerfest | 8 mars 1944       | Bergen     | 8 jours   |        |
|       | Kptlt. Heinz Bentzien | 27 avril 1944     | Bergen     | 1er mai 1944      | Narvik     | 5 jours   |        |
| 4     | Kptlt. Heinz Bentzien | 11 mai 1944       | Narvik     | 7 juin 1944       | Narvik     | 28 jours  |        |
|       | Kptlt. Heinz Bentzien | 13 juin 1944      | Narvik     | 14 juin 1944      | Hammerfest | 2 jours   |        |
| 5     | Kptlt. Heinz Bentzien | 18 juillet 1944   | Hammerfest | 8 août 1944       | Narvik     | 22 jours  |        |
| 6     | Kptlt. Heinz Bentzien | 21 août 1944      | Narvik     | 23 août 1944      | Hammerfest | 3 jours   |        |
|       | Kptlt. Heinz Bentzien | 29 août 1944      | Hammerfest | 5 septembre 1944  | Hammerfest | 8 jours   |        |
|       | Kptlt. Heinz Bentzien | 6 septembre 1944  | Hammerfest | 8 septembre 1944  | Narvik     | 3 jours   |        |
| 7     | Kptlt. Heinz Bentzien | 11 septembre 1944 | Narvik     | 13 septembre 1944 | Hammerfest | 3 jours   |        |
|       | Kptlt. Heinz Bentzien | 14 septembre 1944 | Hammerfest | 3 octobre 1944    | Narvik     | 20 jours  |        |
| 8     | Kptlt. Heinz Bentzien | 15 octobre 1944   | Narvik     | 24 octobre 1944   | Hammerfest | 10 jours  |        |
|       | Kptlt. Heinz Bentzien | 24 octobre 1944   | Hammerfest | 12 novembre 1944  | Narvik     | 20 jours  |        |
| 9     | Kptlt. Heinz Bentzien | 6 février 1945    | Narvik     | 17 février 1945   | coulé      | 12 jours  |        |
| Total | Total                 | Total             | Total      | Total             | Total      | 211 jours | 0 t    |

Note : Kptlt. = Kapitänleutnant